# 혼다 인스파이어
혼다 인스파이어(Honda Inspire)는 일본의 혼다에서 제작한 전륜구동 승용차이다. 2세대와 3세대는 북아메리카에서 아큐라 TL로, 4세대와 5세대는 대한민국을 포함하여 세계적으로 각각 7세대 어코드와 8세대 어코드로 판매되었다.

## 1세대

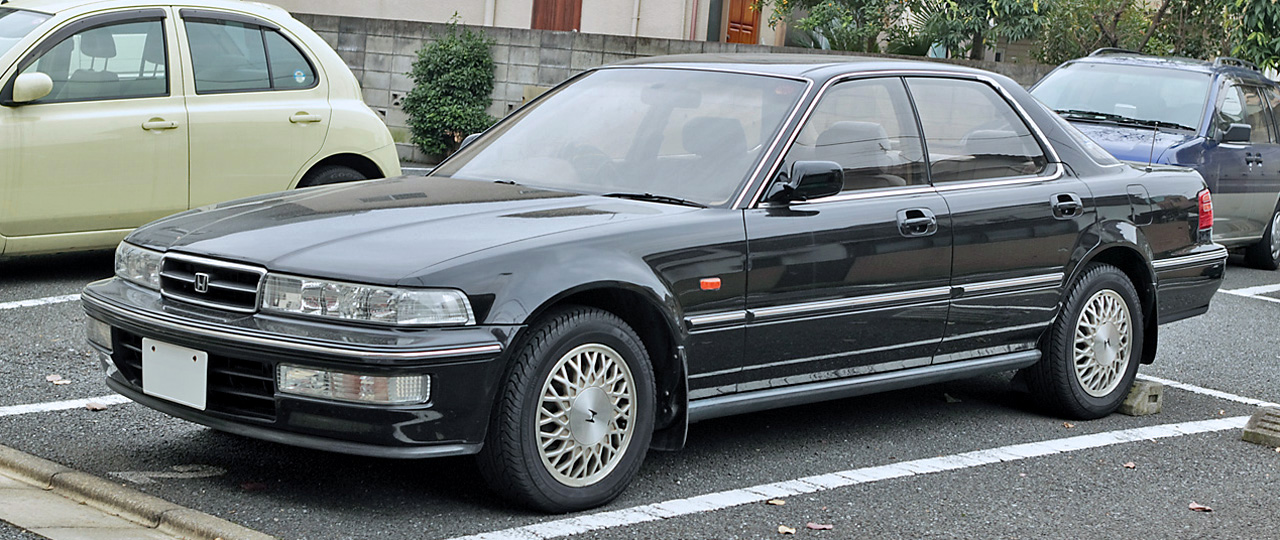
혼다 인스파이어 정측면

1989년에 출시될 당시에는 어코드 인스파이어라는 차명으로 선보였다. 엔진은 2.0L G20A 엔진과 2.5L G25A 엔진이 적용되었다. 혼다답게 고회전, 고출력을 염두에 개발되어 부드럽게 출력하는 특징을 갖추고 있었다. 변속기는 4단 자동변속기와 5단 수동변속기가 적용되었다. 전륜구동 방식임에도 엔진은 세로로 배치된 것이 특징이다. 1992년에 전장 140mm, 전폭 80mm를 확대시킨 3 넘버 사양이 출시되었으며, 차명은 인스파이어였다.

## 2세대

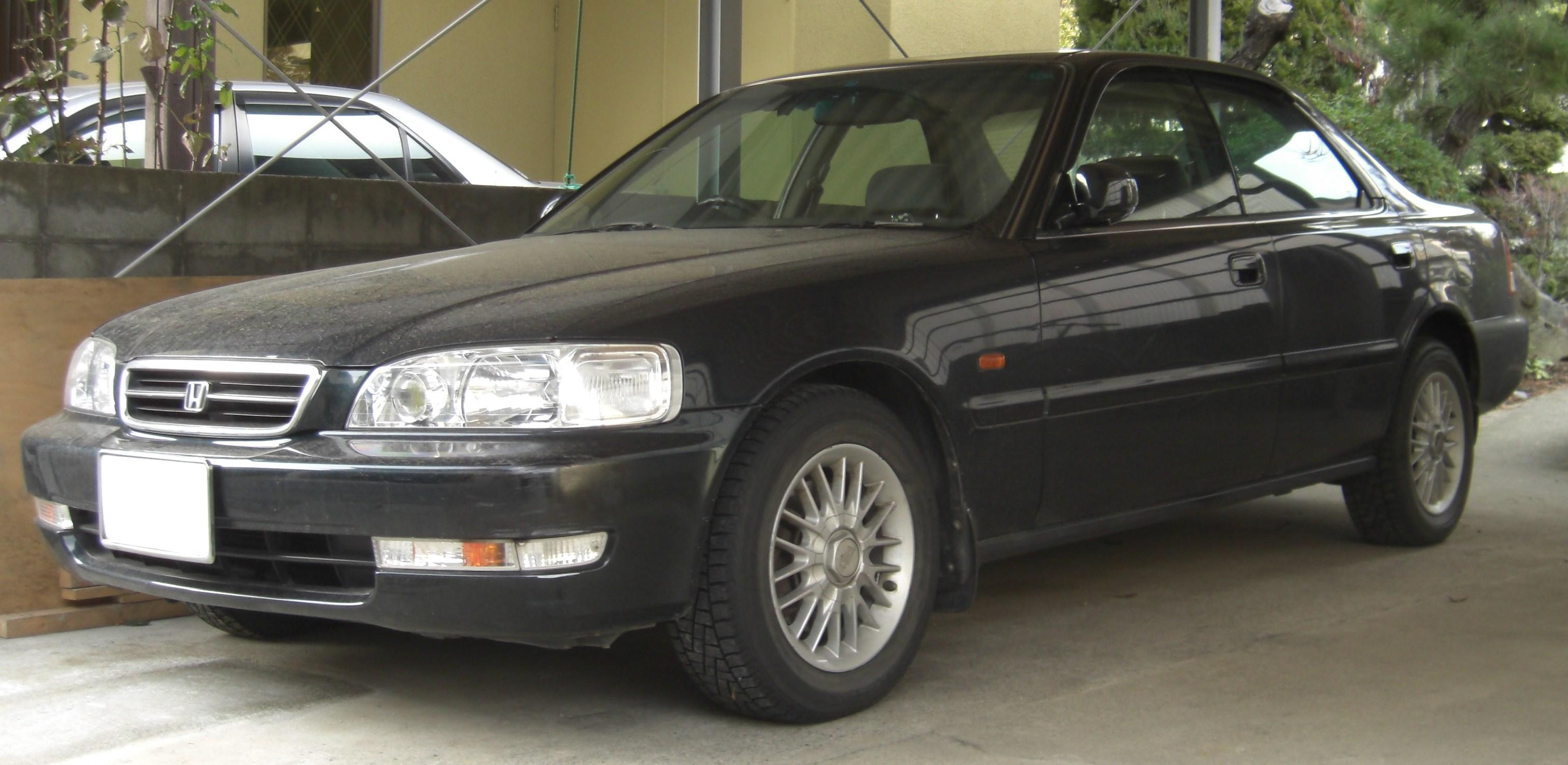
혼다 인스파이어 정측면

1995년에 선보였으며, 1세대에 호평을 얻은 와이드&로우의 실루엣은 2세대에도 계승되었다. 차체 크기는 1세대와 거의 같으나, 실내 공간은 넓어졌다. 엔진은 1세대처럼 2.0L G20A 엔진과 2.5L G25A 엔진이 장착되었다. 주력인 2.5L G25A 엔진은 일반 사양의 180마력과 고옥탄 사양의 190마력 등 2종류가 있었다. 이후 3.2L C32A 엔진이 추가되었다. 1996년에는 듀얼 에어백과 ABS가 기본 적용되었다. 그러나, 거품 경제가 붕괴되어 원가 절감을 위해 품질이 떨어졌고, 패밀리 카가 세단에서 미니밴으로 인기리에 옮겨지던 시기라 1세대만큼의 성공을 거두지는 못했다.

## 3세대

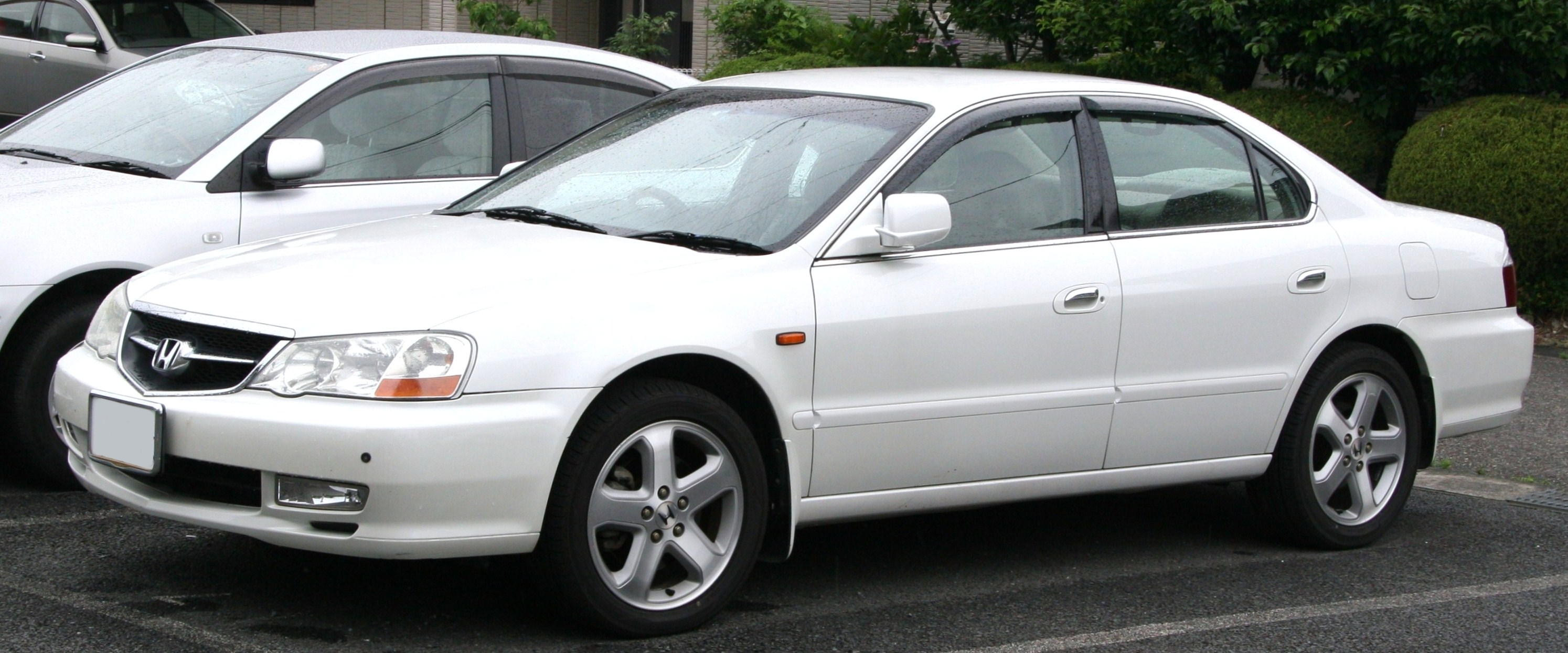
혼다 인스파이어(후기형) 정측면

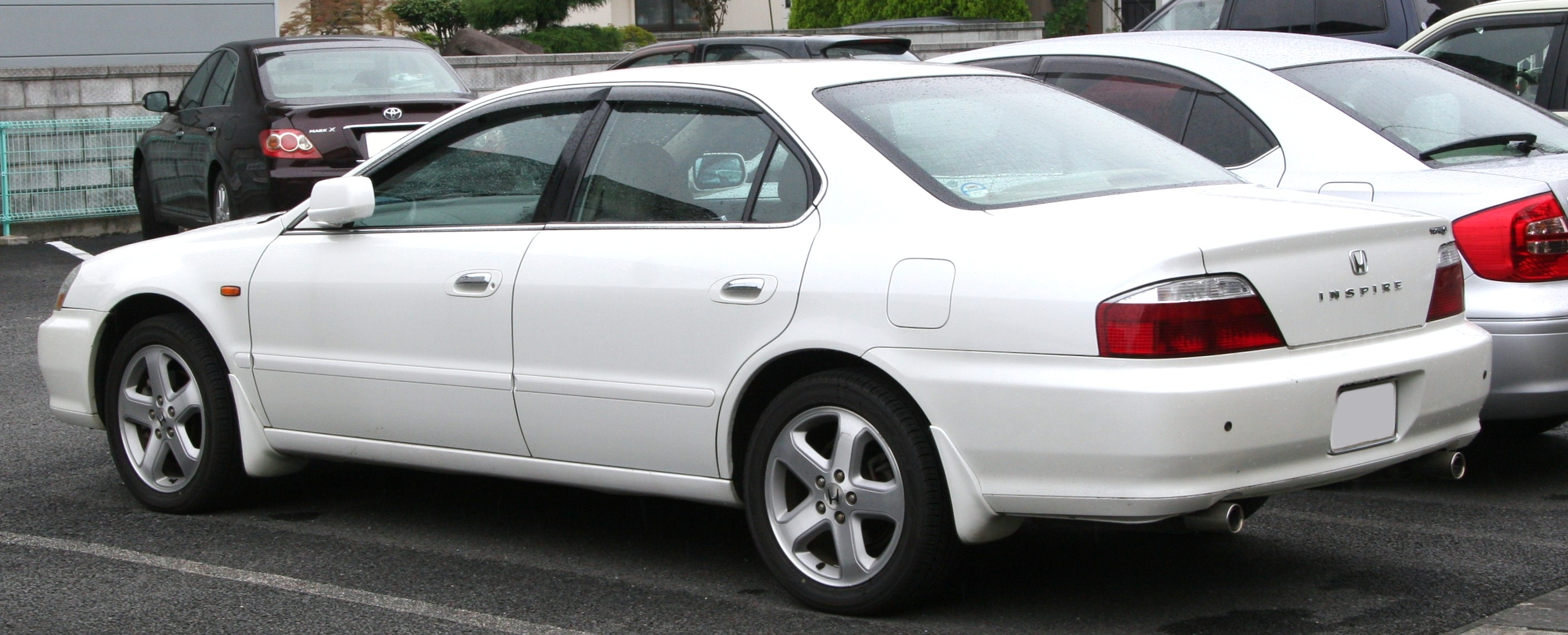
혼다 인스파이어(후기형) 후측면

2세대가 출시된 지 불과 3년만인 1998년 10월 15일에 풀 모델 체인지를 거쳤다. 1세대와 2세대가 프레임리스 도어를 적용했지만, 3세대부터는 더 높아진 충돌 안전 기준에 대응하기 위해 도어에 프레임을 가졌고, 가로로 배치된 엔진 역시 3세대부터 장착되었다. 엔진은 새롭게 개발된 2.5L J25A 엔진과 3.2L J32A 엔진이 장착되었다. 2001년부터 4단 자동변속기 대신 5단 자동변속기가 장착되었다. 형제 차량으로는 세이버가 있다.

## 4세대

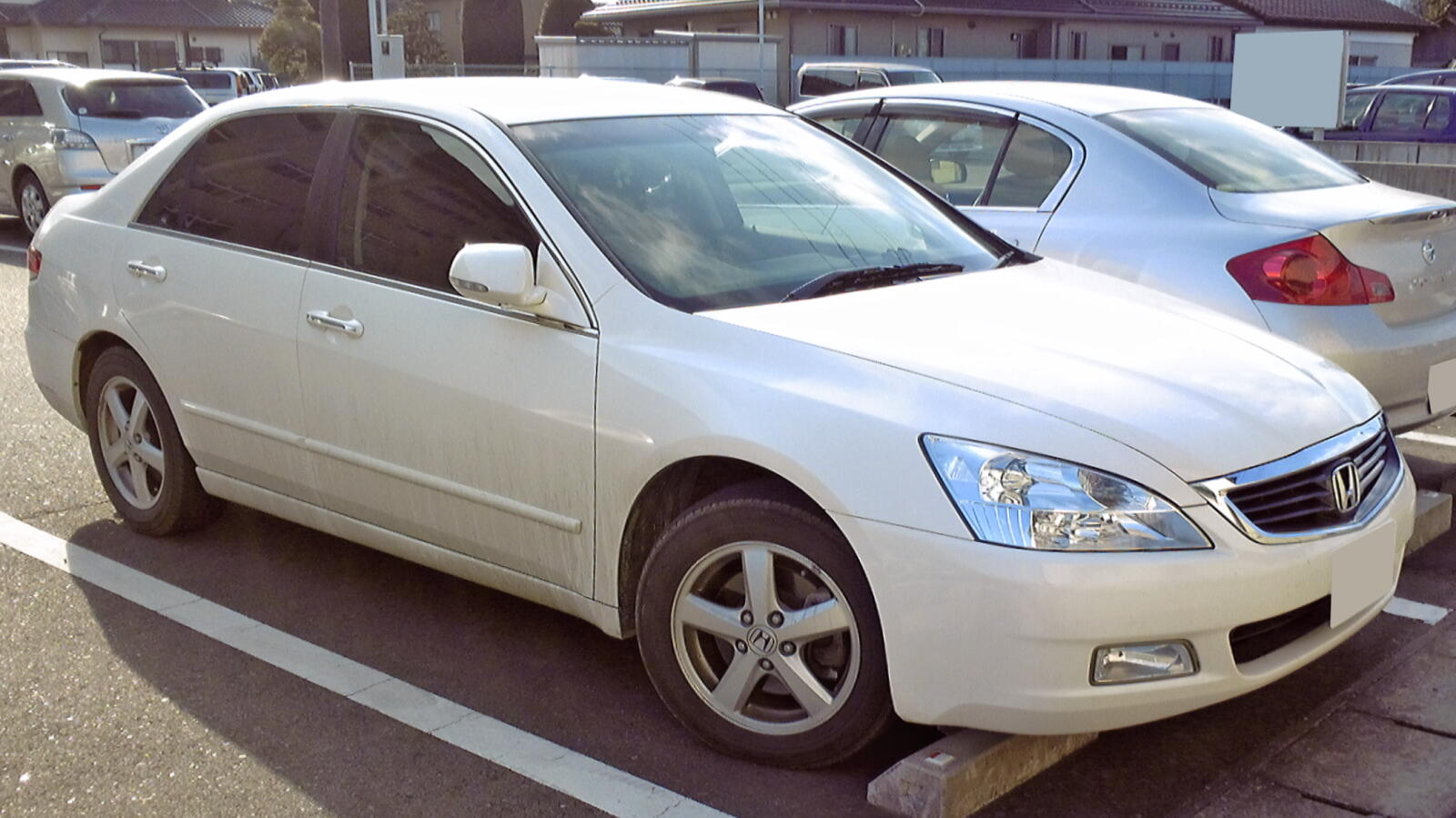
혼다 인스파이어(전기형) 정측면

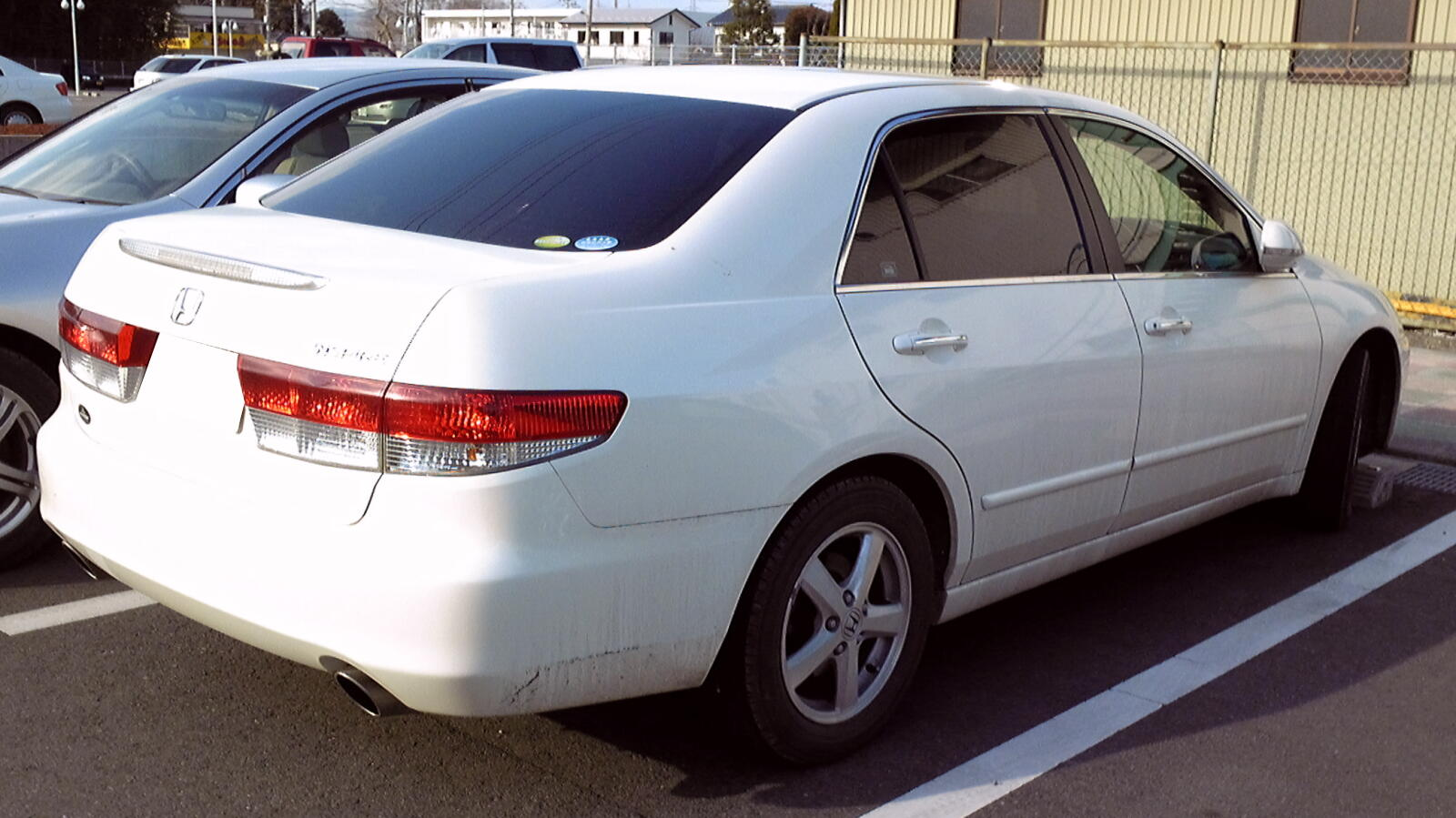
혼다 인스파이어(전기형) 후측면

2003년 6월 18일에 일본 내 월간 판매 목표 대수는 2,000대로 출시되었다. 인스파이어는 어코드의 윗급 차종이나, 미국과 대한민국을 비롯한 많은 국가에서는 7세대 어코드로 판매되었다. 보다 고급차의 성격을 강조해 서스펜션이 부드럽게 설정되었다. 엔진은 3.0L J30A 엔진만 장착되었다. 2005년에 페이스 리프트를 거쳐 리어 램프가 가로로 긴 모양에서 LED가 내장된 삼각형 모양으로 바뀌었다.

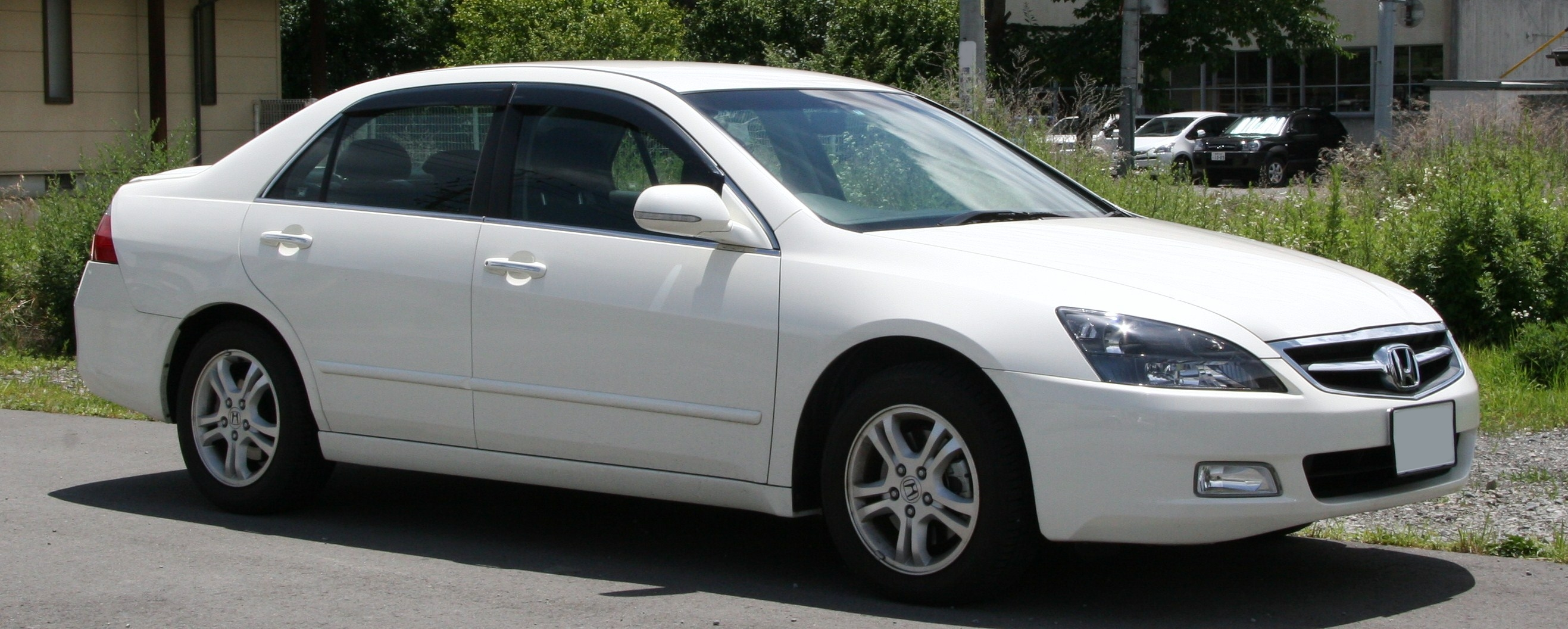
혼다 인스파이어(후기형) 정측면
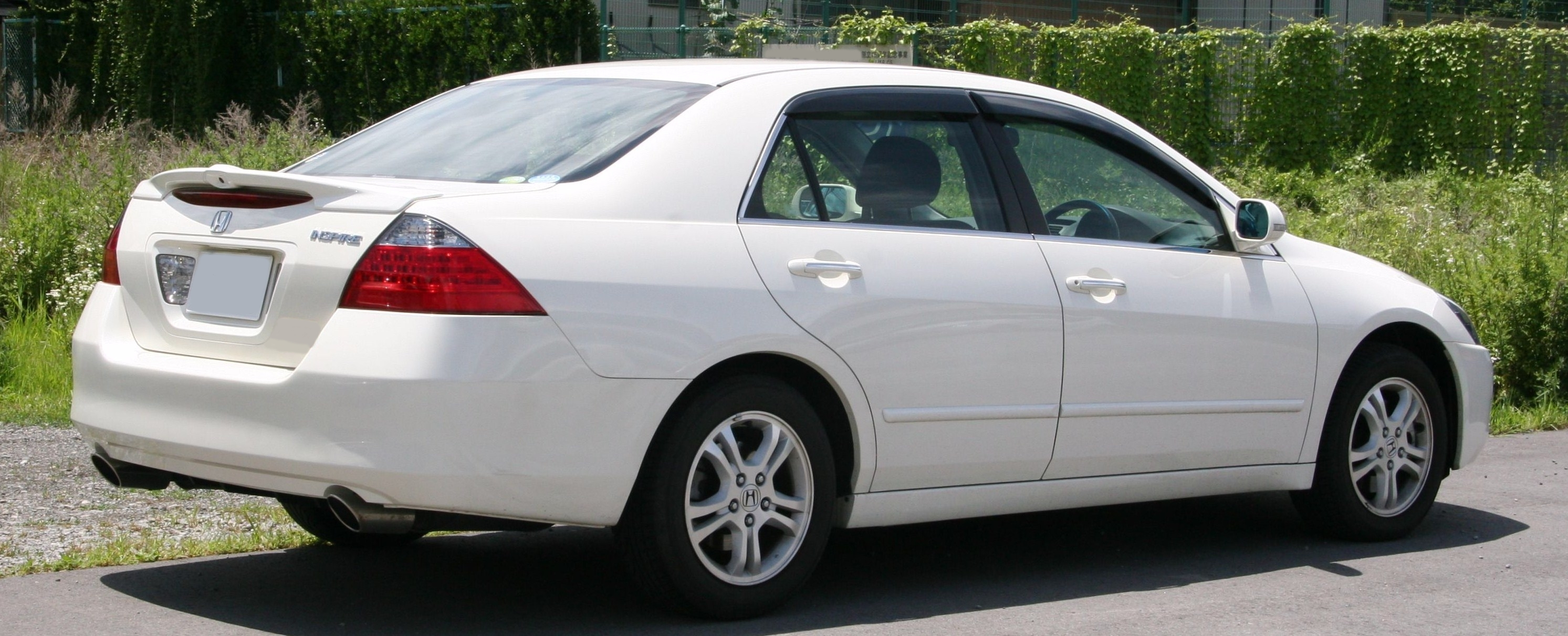
혼다 인스파이어(후기형) 후측면

## 5세대

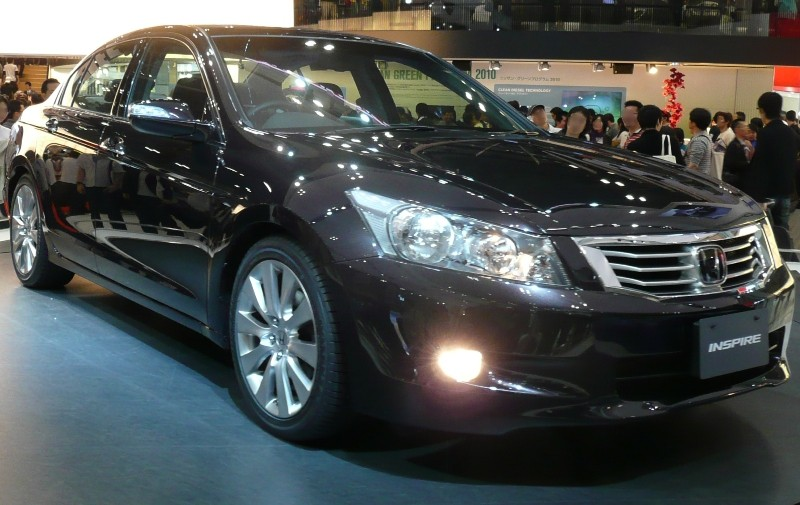
혼다 인스파이어(전기형) 정측면

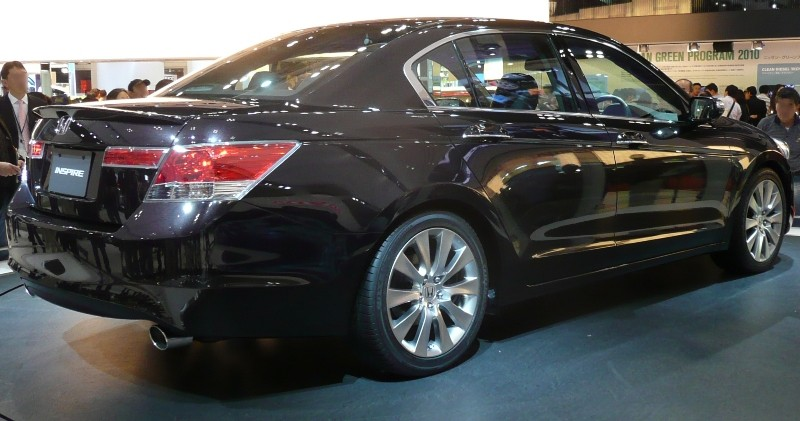
혼다 인스파이어(전기형) 후측면

2007년 12월 21일 출시되었으며, 5세대 역시 4세대처럼 많은 국가에서 8세대 어코드로 팔렸다. 전장이 4,900mm를 넘는 큰 차체 크기를 가졌고, 엔진은 배기량을 높인 3.5L J35A 엔진이 장착되었다. 2010년에 페이스 리프트를 거쳤고, 2012년 9월에 단종되었다. 이후 대한민국에 판매되는 어코드도 인스파이어가 아닌 미국 현지 공장에서 생산된 9세대 어코드로 대체되었다.

## 6세대

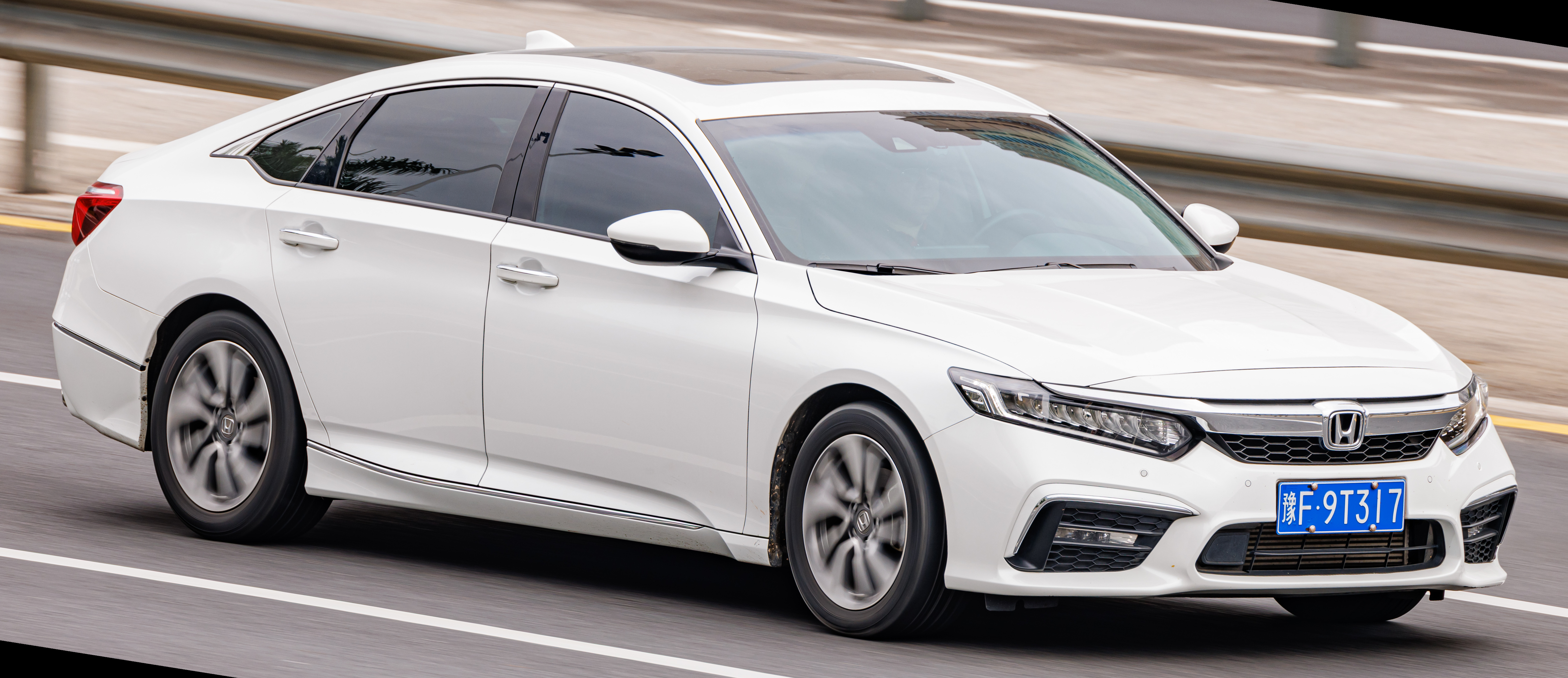
혼다 인스파이어 정측면

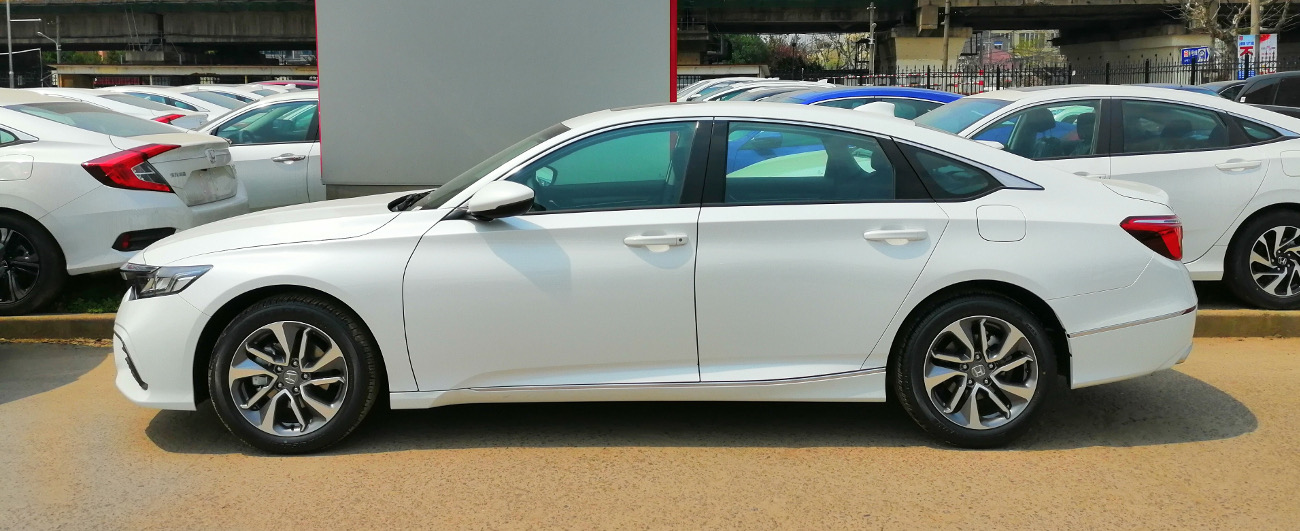
혼다 인스파이어 후측면

2018년에 10세대 어코드의 중국 사양으로 출시되었다. 다른 세대와는 달리 일본 내수용이 아닌 중화인민공화국 현지 생산용이며, 기존의 스피리어를 대체했다.

## 7세대

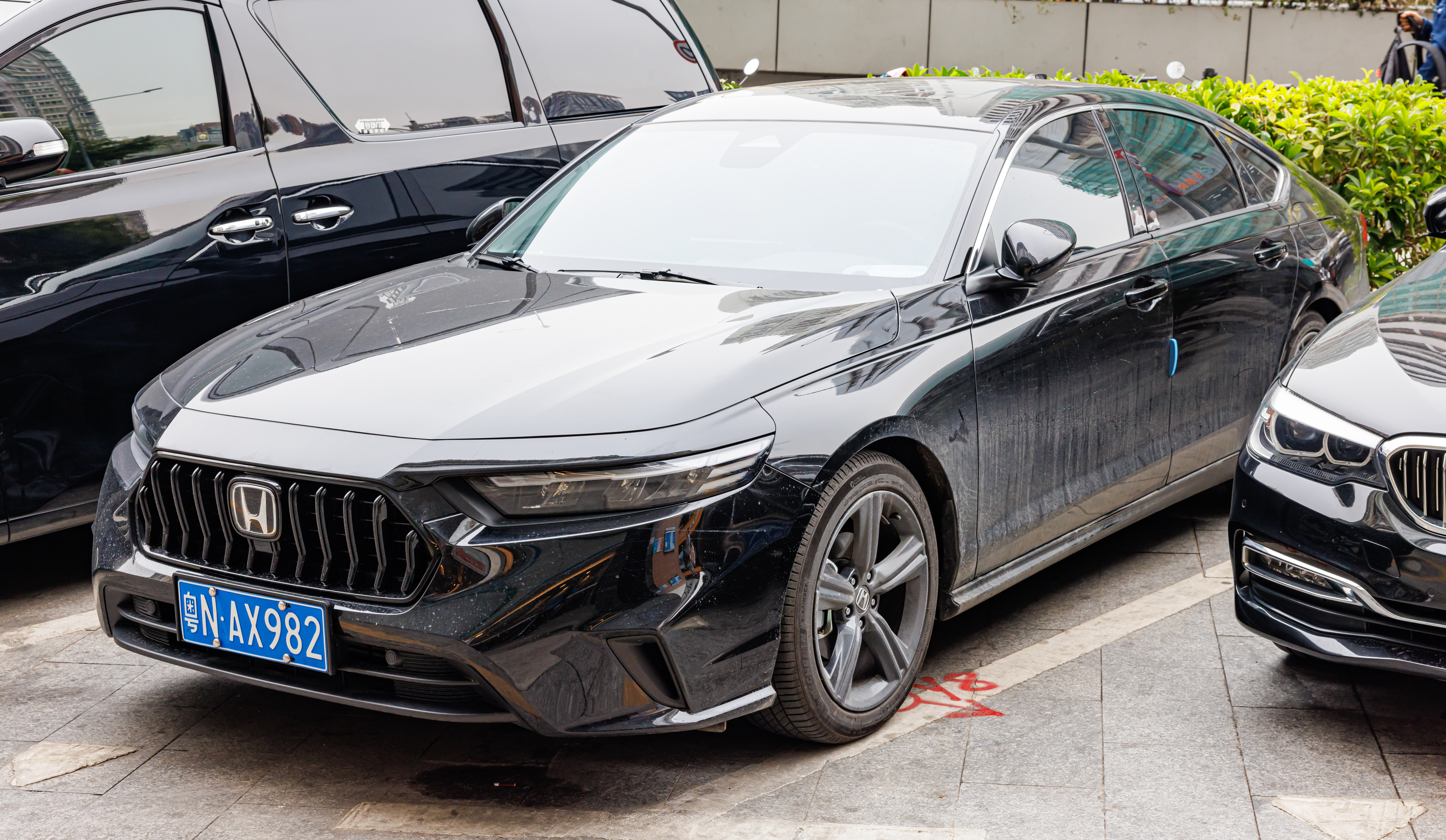
7세대 혼다 인스파이어 정측면

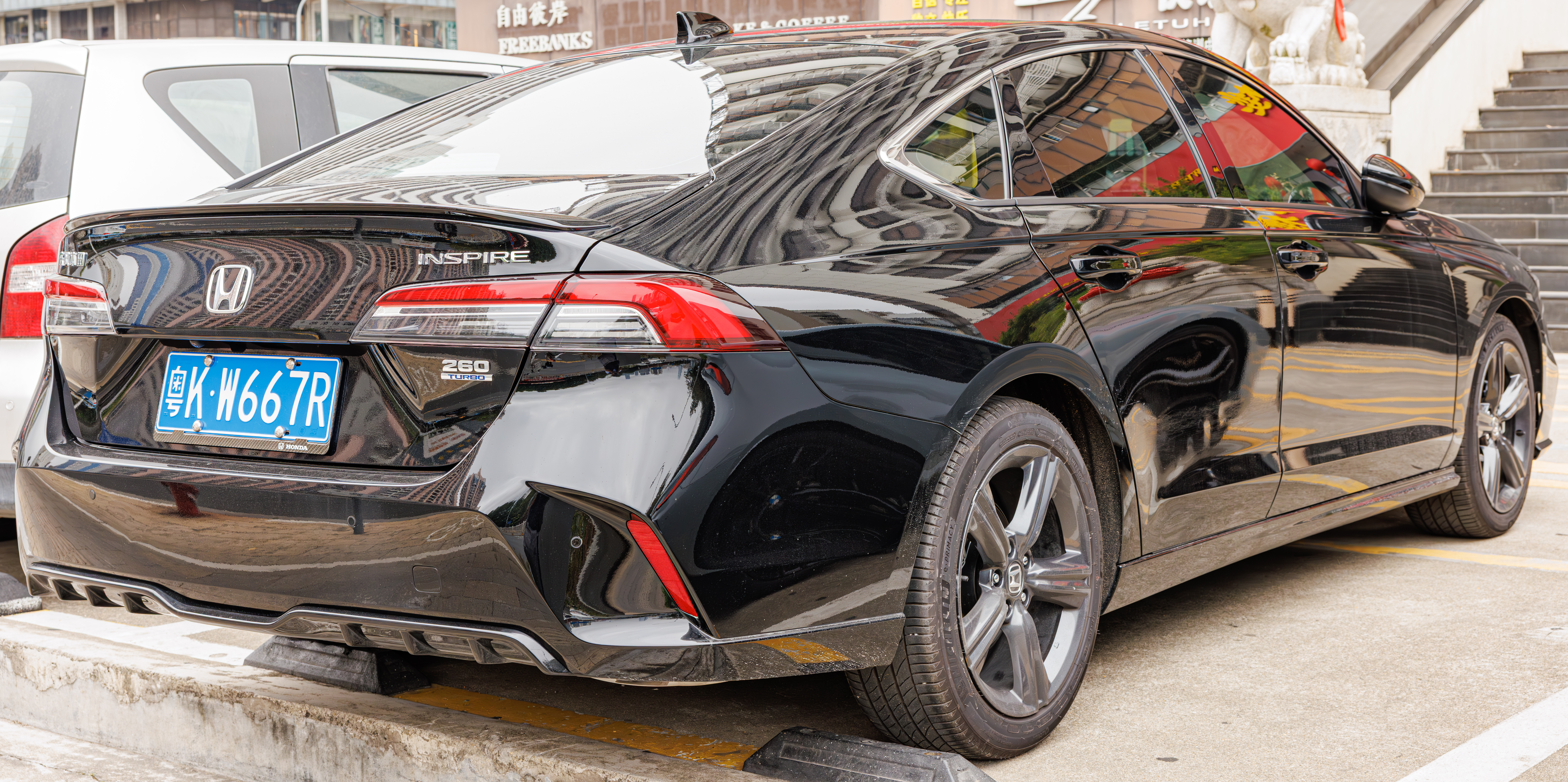
7세대 혼다 인스파이어 후측면